# Terry Bisson
Terry Bisson   (Madisonville, 12 de febrer de 1942 - Berkeley, 10 de gener de 2024) va ser un autor nord-americà de ciència-ficció i fantasia. Va ser conegut sobretot pels seus contes, com " Bears Discover Fire ", que va guanyar el premi Hugo i el premi Nebula, i " They're Made Out of Meat ".

## Biografia
Terry Ballantine Bisson va néixer el 12 de febrer de 1942 a Madisonville, Kentucky, i es va criar a Owensboro, Kentucky.
Mentre era estudiant al Grinnell College (Iowa) el 1961, Bisson va formar part d'un grup d'estudiants que van viatjar a Washington, DC, durant la crisi dels míssils cubans donant suport a la "carrera per la pau" del president nord-americà John F. Kennedy. Kennedy va convidar el grup a la Casa Blanca (la primera vegada que els manifestants havien estat tan reconeguts) i es van reunir durant diverses hores amb McGeorge Bundy. El grup va rebre una àmplia cobertura de premsa, i aquest esdeveniment es considera l'inici del moviment estudiantil per la pau. Amb el temps, van arribar a ser coneguts com els Grinell 14.
Després de deixar el Grinnell College, Bisson es va graduar a la Universitat de Louisville el 1964. Va viure "en i fora" a la ciutat de Nova York durant la major part de les quatre dècades següents, abans de traslladar-se a Oakland, Califòrnia, el 2002. Es va convertir en un escriptor "treballador" el 1981. Un membre autoidentificat de la Nova Esquerra, va operar Jacobin Books, un servei de llibres de comandes per correu "revolucionari", de 1985 a 1990, en col·laboració amb Judy Jensen.
Bisson es va casar tres vegades. Ell i la seva primera dona, Deirdre Holst, van tenir tres fills. El seu segon matrimoni va ser amb Mary Corey. Bisson es va casar amb la seva "companya de sempre" Judy Jensen el 24 de desembre de 2004; la parella tenia una filla i Bisson era el padrastre dels dos fills de Jensen.
A la dècada de 1960, a principis de la seva carrera, Bisson va col·laborar en diverses històries de còmics amb Clark Dimond, i va editar la revista de còmics de terror en blanc i negre de Major Publications, Web of Horror, però va abandonar abans del quart número.
La primera novel·la de Bisson va ser Wyrldmaker, una novel·la de ciència-ficció influenciada per The Seedling Stars de James Blish. La seva següent novel·la va ser Talking Man (1986), una fantasia sobre el mag titular que viu al sud americà contemporani.
El 1996, va escriure dues adaptacions de còmics en tres parts de Nine Princes in Amber i The Guns of Avalon, els dos primers llibres de la sèrie Amber de Roger Zelazny.
El 1997, després de la mort de Walter M. Miller, Jr. el 1996, Bisson va completar l'inacabat Saint Leibowitz and the Wild Horse Woman de Miller, la seqüela de la clàssica novel·la de 1960 de Miller A Canticle for Leibowitz.
Bisson va morir a primera hora del matí del 10 de gener de 2024, a l'edat de 81 anys.